# Spedition Marcus
Spedition Marcus war eine sechsteilige Fernsehserie des Südwestfunks (ARD), die 1968 erstmals ausgestrahlt wurde. Der Regisseur Hans Müller schuf diese sechs Folgen nach dem Drehbuch von Christian Bock (nach einer Idee von Kurt Joachim Fischer). Die Produktionsleitung hatte Hans-Bolko Marcard.
Die jeweils rund 25 Minuten langen Episoden in Farbe waren erstmals vom 5. Oktober 1968 bis 14. Dezember 1968 um 19:20 Uhr im SWF-Regionalprogramm der ARD zu sehen.

## Handlung
Als die Eigentümer der Spedition Marcus tödlich verunglücken, erbt deren Tochter Gisela, eine Kunststudentin, die Spedition. Dr. Köster, ein Rechtsanwalt und Bekannter ihrer Eltern, rät ihr zu Herrn Kaiser als neuem Geschäftsführer. Herr Kaiser will das Unternehmen in erster Linie gewinnorientiert ausrichten und schlägt dazu Einschnitte bei der Belegschaft vor. Die Treue und die Erfahrung der oftmals bereits langjährig im Unternehmen tätigen Beschäftigten spielt für ihn dabei keine Rolle. 
Gisela entscheidet sich in diesem Moment das Unternehmen selber im Sinne ihres Vaters zu führen, bis ein anderer Geschäftsführer gefunden ist. Dieses rechnen ihr die Mitarbeiter hoch an und unterstützen sie in ihrem Vorhaben. Zusammen mit ihrem Verlobten, einem Jurastudenten, meistert sie fortan alle anstehenden Aufgaben in ihrer Spedition.
In der letzten Folge zeigt Herr Kaiser ihr seine wahre Rücksichtslosigkeit, in dem er Fahrzeuge der Spedition Marcus beschädigt und so deren Einsatz verhindert. Er wird aber in einer nächtlichen gemeinsamen Aktion von etlichen Mitarbeiten und der Geschäftsleitung gestellt.

## Episoden
| Nr. (ges.) | Nr. (St.) | Originaltitel          | Erstausstrahlung Deutschland | Regie       | Drehbuch                                    | Erstausstrahlender Sender |
| ---------- | --------- | ---------------------- | ---------------------------- | ----------- | ------------------------------------------- | ------------------------- |
| 1          | 1         | Unter neuer Leitung    | 5. Okt. 1968                 | Hans Müller | Christian Bock, Kurt Joachim Fischer (Idee) | ARD                       |
| 2          | 2         | Die Zange              | 19. Okt. 1968                | Hans Müller | Christian Bock, Kurt Joachim Fischer (Idee) | ARD                       |
| 3          | 3         | Transport aus Hamburg  | 2. Nov. 1968                 | Hans Müller | Christian Bock, Kurt Joachim Fischer (Idee) | ARD                       |
| 4          | 4         | Drei Kisten aus Afrika | 16. Nov. 1968                | Hans Müller | Christian Bock, Kurt Joachim Fischer (Idee) | ARD                       |
| 5          | 5         | Per Anhalter           | 30. Nov. 1968                | Hans Müller | Christian Bock, Kurt Joachim Fischer (Idee) | ARD                       |
| 6          | 6         | Zwei neue Kipper       | 14. Dez. 1968                | Hans Müller | Christian Bock, Kurt Joachim Fischer (Idee) | ARD                       |

## DVD-Veröffentlichung
Im Januar 2012 wurde Spedition Marcus als Pidax Serien-Klassiker auf DVD veröffentlicht. Dort heißt es zur Veröffentlichung: „Spedition Marcus war eine der ersten deutschen Farbfernsehserien und wartet mit einer sympathischen Besetzung auf: Neben der attraktiven Katrin Schaake (Unsere große Schwester) spielt „Bergdoktor“ Gerhart Lippert die männliche Hauptrolle. […] Die sechs unterhaltsamen Folgen bieten für jeden etwas: spannende Abenteuer, Kriminalstories, Liebes- und amüsante Alltagsgeschichten.“